# أحلام في فراغ (فلم)
أحلام في فراغ هو فيلم وثائقي فلسطيني عرض عام 1991 من خراج عمر القطان وإنتاج غريغ هاريس ومدته 51 دقيقة. عُرِضَ في المركز الثقافي الملكي بانوراما الدراما الأردنية، وحصل على الجائزة الأولى لمهرجان أمستردام الدولي للأفلام التسجيلية عام 1991، وجائزة جوريس ايفنز في العام 1991.

## قصة الفيلم
يتحدث الفيلم عن امرأة فلسطينية لاجئة تعيش المعاناة والإحباط والفقر من المجتمع المغلق وعن شيخ سياسي متصوف، فينقل الفيلم صورة المشاكل التي تعيشها هذه المرأة من إمكانيات مادية وعملية محدودة وأحلام لتحرر الوطني، ومعاناتها كامرأة في مجتمع يقيد حريتها الشخصية والعامة، بالإضافة إلى الصراعات الفكرية والسياسية وتلك التناقضات القائمة بين الفكر الإسلامي السياسي المعاصر وبين الحياة اليومية في الأردن.